# Those Were the Days (álbum)
Those Were the Days es el trigesimonoveno álbum de estudio de Dolly Parton, que publicó el 11 de octubre de 2005.Éste fue el cuatrigésimo primer álbum de estudio. En él incluyó varias canciones de "folk-rock" de los años 1960 y 1970, como por ejemplo el tema "Imagine" de John Lennon. 
Los artistas invitados fueron Judy Collins, Roger McGuinn, Nickel Creek, Rhonda Vincent, Mindy Smith, Kris Kristofferson, Mary Hopkin, Keith Urban y Alison Krauss.

## Listado de canciones
1. "Those Were the Days" (con Mary Hopkin) - 5:01
2. "Blowin' in the Wind" (con Nickel Creek) - 3:22
3. "Where Have All the Flowers Gone?" (con Norah Jones y Lee Ann Womack) - 4:05
4. "The Twelfth of Never" (con Keith Urban) - 3:17
5. "Where Do the Children Play?" (conYusuf Islam) - 3:24
6. "Me and Bobby McGee" (con Kris Kristofferson) - 3:50
7. "Crimson and Clover" (con Tommy James) - 3:40
8. "The Cruel War" (con Alison Krauss, Dan Tyminski, Mindy Smith) - 3:43
9. "Turn, Turn, Turn" (con Roger McGuinn) - 3:20
10. "If I Were a Carpenter" (con Joe Nichols) - 2:55
11. "Both Sides Now" (con Rhonda Vincent, Judy Collins) - 3:34
12. "Imagine" (con David Foster) - 3:53

## Listas de popularidades
| Listas (2005)           | Máx.Pos. Posición |
| ----------------------- | ----------------- |
| El Billboard 200 (U.S.) | 48                |
| U.S. Top Country Albums | 9                 |
| UK Top 75 (U.K.)        | 36                |
| Top Independent Albums  | 2                 |